# Nasrat Parsa
Nasrat Parsa, född 22 februari 1968 i Kabul, Afghanistan, död 8 maj 2005 i Vancouver, Kanada, var en sångare från Afghanistan.
Parsa upptäckes i en direktsändning från Radio Kabul när han var fem år gammal. Han flyttade till Pakistan med sina föräldrar som tolvårig och senare till Indien där han studerade musik.

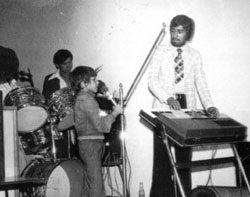
Nasrat Parsa på Radio Kabul 1976.

Han spelade in sin första skiva, Laanai-e-Eshq, år 1989 efter att familjen hade emigrerat till Frankfurt i Tyskland och har totalt spelat in 10 CD-skivor.
Pasra var en av Afghanistans mest populära artister och reste världen runt med sin blandning av västerländsk och traditionell sydasiatisk musik. Han var vid sin död på en månadslång turné i Kanada. Han avled den 8 maj 2005 efter att ha knuffats nedför en trappa efter en konsert i Vancouver.

## Diskografi
- Darga (1992)
- Donya (1995)
- Gohar (1996)
- Saya (1997)
- Negah (1998)
- Live in Germany (2000)
- Hindi Songs (2002)
- Naaz (2004)